# Могильницький Антін Любич
Антін Любич Могильницький (3 березня/3 серпня 1811, Підгірки, нині у складі Калуша, Івано-Франківська область — 13 серпня 1873, Яблунька, Богородчанський район) — український письменник, громадський і політичний діяч, греко-католицький священник, декан богородчанський (УГКЦ). Писав мовою, близькою до народної. Батько Могильницького Андроника.

## Життєпис

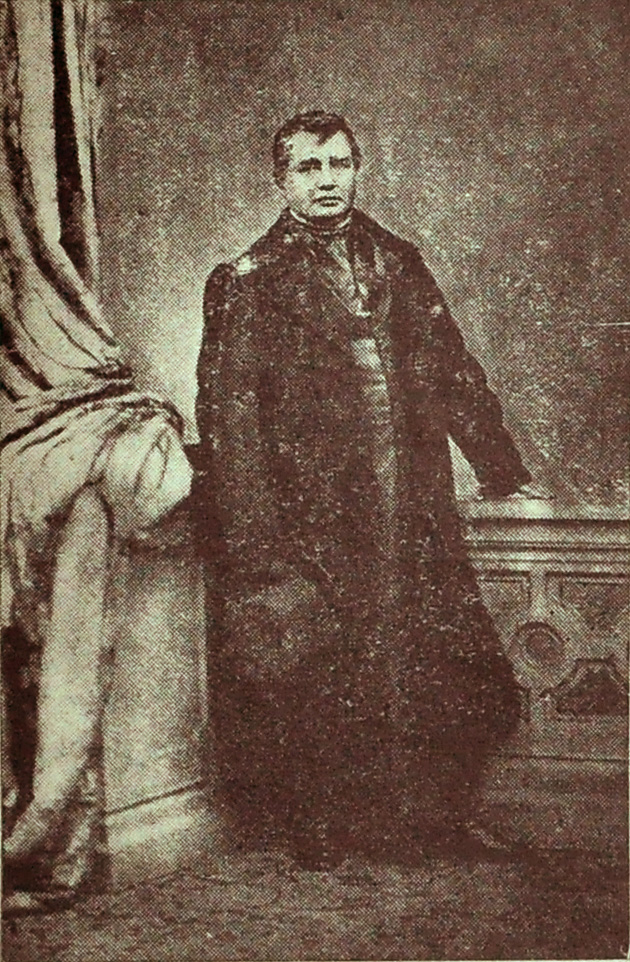
Антін Любич Могильницький, світлина з листівки серії «Історія України-Руси», Коломия, 1902 р.

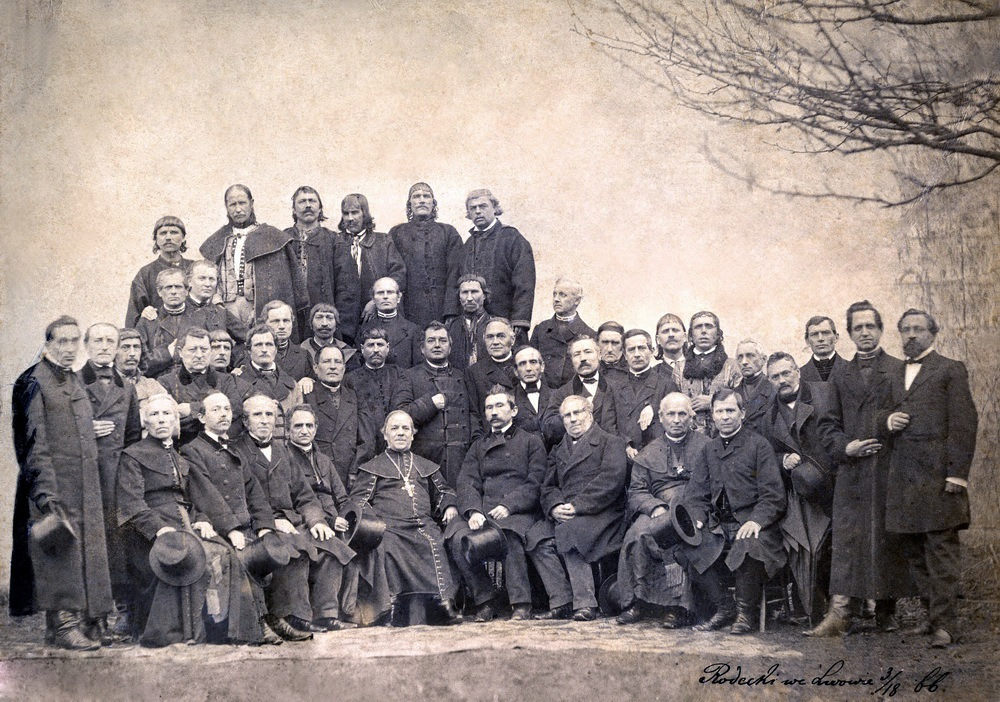
Посли галицького сейму 1-ї каденції (1861—1865 рр.). У другому ряду — о. А. Могильницький (стоїть у центрі).

Антін Могильницький народився в родині греко-католицького пароха села Підгірок (нині в межах міста Калуша)). Родина мала шляхетське походження та належала до гербу Любич.
Дитинство Антіна минуло в Солотвині, куди переїхала його сім'я після смерті батька у 1813 р. Відомо, що вітчим Антона не дуже переймався освітою пасинка. Лише у 16-річному віці А. Могильницький вступив до гімназії при монастирі оо. Василіан у Бучачі. Через порушення гімназійних розпорядків не раз змінював місце навчання. Навчався у Станиславівській цісарсько-королівській гімназії, у гімназіях Чернівців і Львова, здобув середню освіту в Будапешті. В 1837 вступив у Львівську духовну семінарію і закінчив її у 1840 році. Висвячений 1841 року.
Адміністратор парафії Кальне (тепер Сколівського району). Був парафіяльним священником у селах Хітарі Стрийського округу, Зборі Калуського округу, Комарові Станиславівського округу, Бабчому (1859—1873 роки). Одночасно працював приватним учителем.
У 1859 році о. Антін Могильницький оселився в селі Бабче Богородчанського округу. 1861 р. його обрали депутатом Галицького крайового сейму 1-го скликання (від IV курії 26 округу Богородчани — Солотвина, входив до складу «Руського клубу») та австрійського парламенту у Відні від Станиславівського округу (представляв сільські громади судових повітів Станиславів, Галич, Богородчани, Солотвина, Монастириська, Бучач, Надвірна, Делятин, Тисмениця і Тлумач). У Відні 27 червня виступив з палкою промовою на захист народної освіти рідною мовою. Обстоював інтереси українського населення разом з єпископом Спиридоном Литвиновичем.
Нонконформіст, на відміну від сучасників-москвофілів відстоював вживання народної мови в літературі, дотримувався федералістських принципів. В останні роки життя А. Могильницький відійшов від письменницької творчості та громадського життя.
Помер несподівано 13 серпня 1873 р., перебуваючи проїздом у Яблуньці Богородчанського округу (через серцевий напад). За іншою версією, загинув унаслідок нещасного випадку.

## Творчість

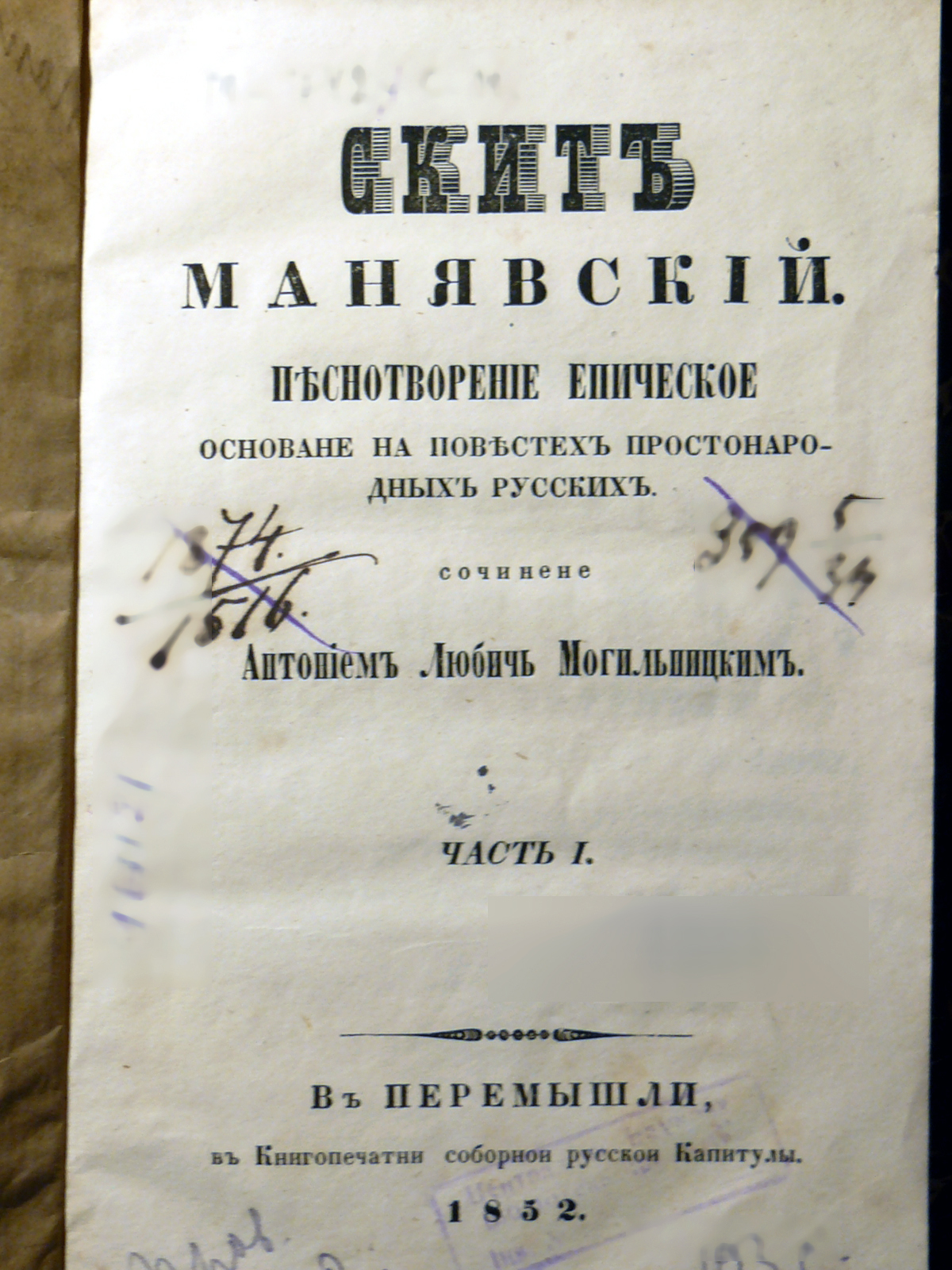
Титульна сторінка "Скиту Манявського

Літературну діяльність Антін Могильницький почав у 1838 р. Головною ідеєю його поетичних, публіцистичних творів була боротьба за рідну мову і освіту для русинського народу. Послідовник «Руської трійці». публікувався з 1838 р. в газетах «Новини», «Зоря галицька», «Слово» у Львови, в альманасі «Вінок русинам на обжинки» та ін. Іван Франко писав про нього: «Житє Могильницького від самого 1838 року до його смерті було немов дзеркалом, в котрім досить живо відбилися пориви, надії та судьби галицько-руського народа». Революція 1848 р. пожвавила творчу і громадську діяльність А. Могильницького.
Літературну популярність здобув завдяки поемі «Скит Манявський» (перша частина вийшла в 1849 році, остання — в 1852 році), на основі усних народних повістей. У ній йшлося про велич давньоруського Галича, описувалася краса Карпат і стародавня слов'янська міфологія. Поема була популярна, як і балада «Русин-вояк», що також вийшла 1849 року. Здійснити творчі задуми Могильницькому перешкодило настання післяреволюційної реакції.
А. Могильницький був автором повістей «Конґруа батька Жегаловича» і «Повість старого Сави із Підгір'я», сатиричної поеми «Пісня поета» і кількох «Дум». Окремим виданням були опубліковані його «Речі в сеймі та парламенті» та приватні листи (1885 р.).
З огляду на літературну діяльність А. Могильницького, Іван Франко зарахував його до «перших будителів руського духа в Галичині».

## Вшанування
Його ім'ям названа вулиця в Підгірках, на котрій стоїть церква. Також у Підгірках його іменем названий Будинок культури, на стіні якого встановлена меморіальна дошка роботи І. Семака. В музеї-оселі родини Івана Франка є експозиція, присвячена А. Могильницькому.